# Aspidytes niobe
Espèce
Aspidytes niobe est une espèce sud-africaine de coléoptères de la famille des Aspidytidae.

## Description
Cette espèce panchronique se présente comme un insecte noir, mesurant de 4,8 mm à 7 mm. Les larves mesurent 7 mm de long.

## Répartition, habitat
Aspidytes niobe n'est présent qu'en Afrique du Sud, dans deux localités la province du Cap-Occidental. Ce coléoptère vit dans des environnements hygropétriques.

## Systématique
L'espèce Aspidytes niobe a été décrite en 2002 par Ignacio Ribera (d), Rolf Georg Beutel (d), Michael Balke (d) et Alfried P. Vogler (d),,.

## Étymologie
Son épithète spécifique, niobe, fait référence à Niobé, la reine de Thèbes dont le visage était encore couvert de larmes après avoir été transformée en pierre.

## Publication originale
- (en) I. Ribera, R. G. Beutel, M. Balke et A. P. Vogler, « Discovery of Aspidytidae, a new family of aquatic Coleoptera », Proceedings of the Royal Society B, Royal Society, vol. 269, no 1507,‎ 22 novembre 2002, p. 2351-2356 (ISSN 0962-8452 et 1471-2954, PMID 12495503, PMCID 1691161, DOI 10.1098/RSPB.2002.2157, lire en ligne).